# Сыроежка зеленоватая
Сырое́жка зеленова́тая (лат. Rússula viréscens) — вид грибов, включённый в род Сыроежка (Russula) семейства Сыроежковые (Russulaceae).

## Описание
Шляпка достигает 5—15 см в диаметре, сначала полушаровидная, затем выпуклая и уплощённо-вдавленная. Окраска от серо-зелёной до тёмно-зелёной, часть с охристыми зонами. Кожица растрескивается на мелкие угловатые чешуйки, снимается на протяжении половины шляпки.
Пластинки довольно частые, около ножки часто переплетающиеся, почти свободные от ножки, кремовые, част с буроватыми пятнами.
Ножка обычно цилиндрическая, крепкая, белая, иногда красновато-буроватая, в нижней части изредка растрескивающаяся на буроватые чешуйки.
Мякоть крепкая, белая, со слабым сладковатым или ореховым вкусом, с очень слабым запахом. Реакция на сульфат железа(II) розоватая или розово-бурая.
Споровый порошок белого цвета. Споры 5,5—10×4,5—7 мкм, почти шаровидные, эллиптические или яйцевидные, шиповатые, с в различной степени развитой сеточкой. Пилеоцистиды отсутствуют.
Съедобна, является одним из самых высоко ценимых представителей рода.

## Сходные виды
- Russula parvovirescens Buyck, D.Mitch. & Parrent, 2006 произрастает на востоке Северной Америки, отличается голубовато-зелёной шляпкой.
- Russula subgraminicolor Murrill, 1943 известна с юго-востока Северной Америки, отличается лишь малозаметно растрескивающейся шляпкой.

## Экология
Вид широко распространён по всей Евразии, предпочитает широколиственные леса с дубом, буком и другими породами.

## Таксономия

### Синонимы
- Agaricus caseosus Wallr., 1833
- Agaricus virescens Schaeff., 1774basionym
- Russula aeruginosa Krombh., 1845, nom. illeg.